# Serrabiaixos
La serra de biaixos és un tipus d'eina que pertany al grup d'eines de tall amb despreniment de material. Una de les seves particularitats és poder tallar el material, de forma precisa a l'angle demanat. Per això podem tenir diferents models, en funció si és una eina o una màquina-eina.
El diccionari invers de la llengua catalana, la defineix com: "Eina per a tallar a biaix llistons i motllures, que consisteix en una canal de fusta amb talls de diferent inclinació per a guiar el xerrac o en una serra circular amb dents de vídia"
El Diccionari Enciclopèdic de la Llengua catalana el defineix com: "Instrument emprat pels fusters per a tallar al biaix llistons, motllures i altres peces de fusta, que consisteix en una canal de fusta, en la qual hom posa la peça que vol serrar, amb talls de diferent inclinació a les seves parets laterals que serveixen de guia a la serra".

Podem trobar diferents accepcions:
1. Serra elèctrica portàtil, que es col·loca sobre una taula o un banc de fuster, proveïda d'una fulla de disc acoblada directament a l'eix del motor, muntada sobre un braç que permet apujar-la i abaixar-la mitjançant una maneta, i que serveix per a serrar a escaire, a cartabó o amb qualsevol altre biaix la testa d'una peça de fusta col·locada a la guia.[3]
2. Estri ens permet fer talls a escaire, o angles de 45° o 22,5º ajudant-se d'un xerrac de cordó.